# John Brady (Bischof, 1842)

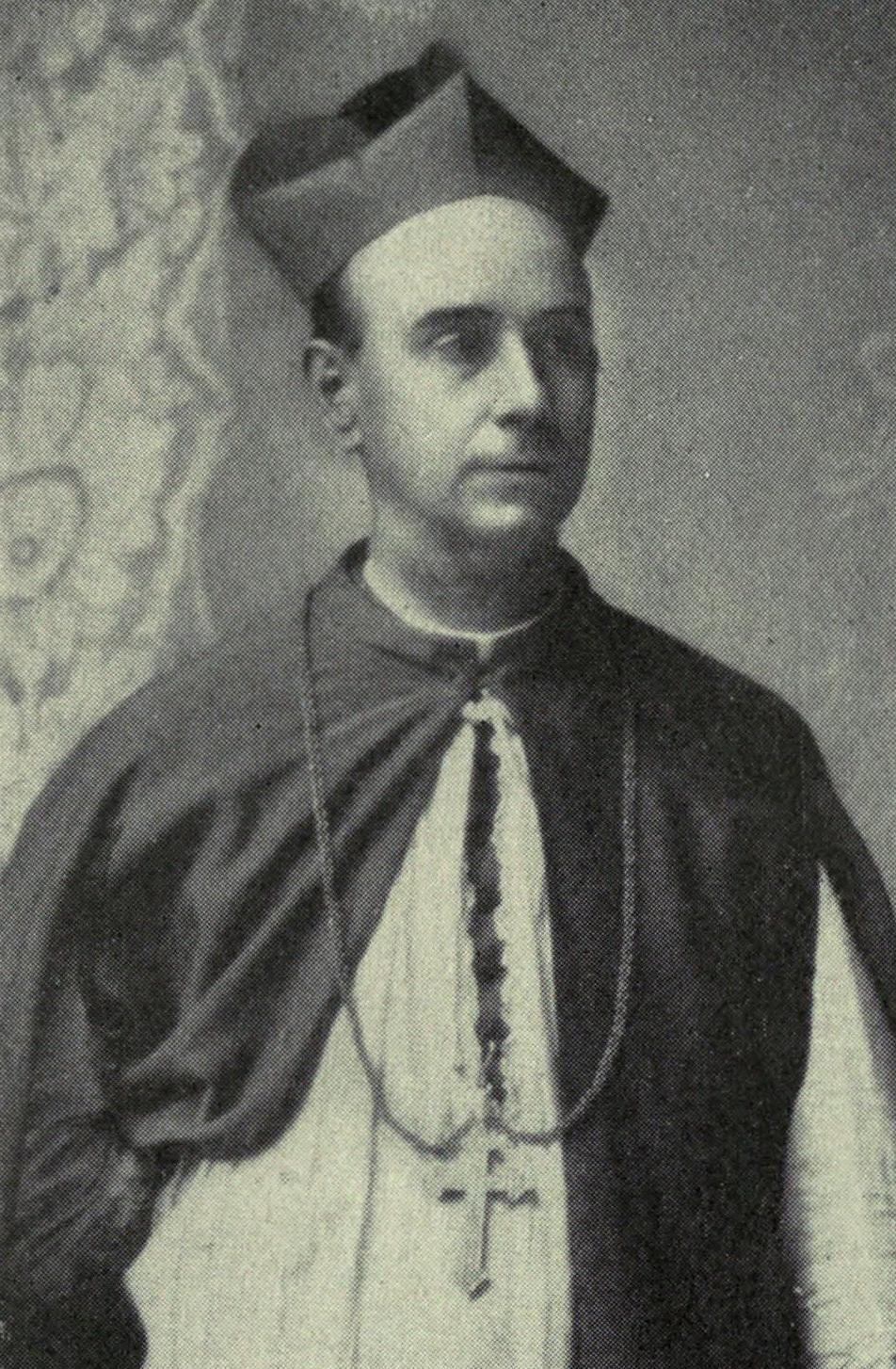
John Brady (1903)

John Brady (* 11. Februar 1842 in Kilnaleck, County Cavan, Vereinigtes Königreich Großbritannien und Irland; † 6. Januar 1910 in Boston) war ein irisch-US-amerikanischer römisch-katholischer Geistlicher und Weihbischof in Boston.

## Leben
John Brady besuchte die katholische Schule in seinem Heimatort. Anschließend studierte er Philosophie und Katholische Theologie am All Hallows College in Dublin. Am 4. Dezember 1864 empfing er in der Kapelle des All Hallows College in Dublin das Sakrament der Priesterweihe für das Bistum Boston.
Brady kam anschließend in die Vereinigten Staaten. Dort war er zunächst als Kurat an der St. Vincent’s Church in Boston und an der Immaculate Conception Church in Newburyport tätig, bevor er 1868 Pfarrer der Pfarrei St. Joseph in Amesbury wurde. Ab 1888 wirkte John Brady als Regens des Saint John’s Seminary in Boston.
Am 19. Juni 1891 ernannte ihn Papst Leo XIII. zum Titularbischof von Alabanda und zum Weihbischof in Boston. Der Erzbischof von Boston, John Joseph Williams, spendete ihm am 5. August desselben Jahres in der Cathedral of the Holy Cross in Boston die Bischofsweihe; Mitkonsekratoren waren der Bischof von Springfield, Patrick Thomas O’Reilly, und der Bischof von Providence, Matthew Harkins. Als Weihbischof war Brady zudem Pfarrer der Pfarrei Saints Peter and Paul in South Boston.
Sein Grab befindet sich auf dem Saint Joseph’s Cemetery in Amesbury.